# Kanton Montbrison
Kanton Montbrison (francouzsky Canton de Montbrison) je francouzský kanton v departementu Loire v regionu Rhône-Alpes. Tvoří ho 19 obcí.

## Obce kantonu
- Bard
- Chalain-d'Uzore
- Chalain-le-Comtal
- Champdieu
- Écotay-l'Olme
- Essertines-en-Châtelneuf
- Grézieux-le-Fromental
- L'Hôpital-le-Grand
- Lérigneux
- Lézigneux
- Magneux-Haute-Rive
- Montbrison
- Mornand-en-Forez
- Précieux
- Roche
- Saint-Paul-d'Uzore
- Saint-Thomas-la-Garde
- Savigneux
- Verrières-en-Forez